# Microscelida wellsi
Microscelida wellsi es una especie de insecto coleóptero de la familia Chrysomelidae.
Fue descrita científicamente en 1998 por Clark.